# Unreleased Bitterness
"Unreleased Bitterness" er en vinyl-single i af det britiske death/doom metal-band My Dying Bride, som blev udgivet i begrænset antal i 1993 gennem Unbridled Voyage. Sangen "Unreleased Bitterness" er en tidlig udgave af sangen "The Bitterness and the Bereavement," der dukkede op på bandets debutalbum As the Flower Withers

## Sporliste
1. "The Bitterness and the Bereavement"  – 7:49

## Musikere
- Aaron Stainthorpe – Vokal
- Andrew Craighan – Guitar, bas
- Calvin Robertshaw – Guitar
- Rick Miah – Trommer